# Rychlebské zatopené lomy

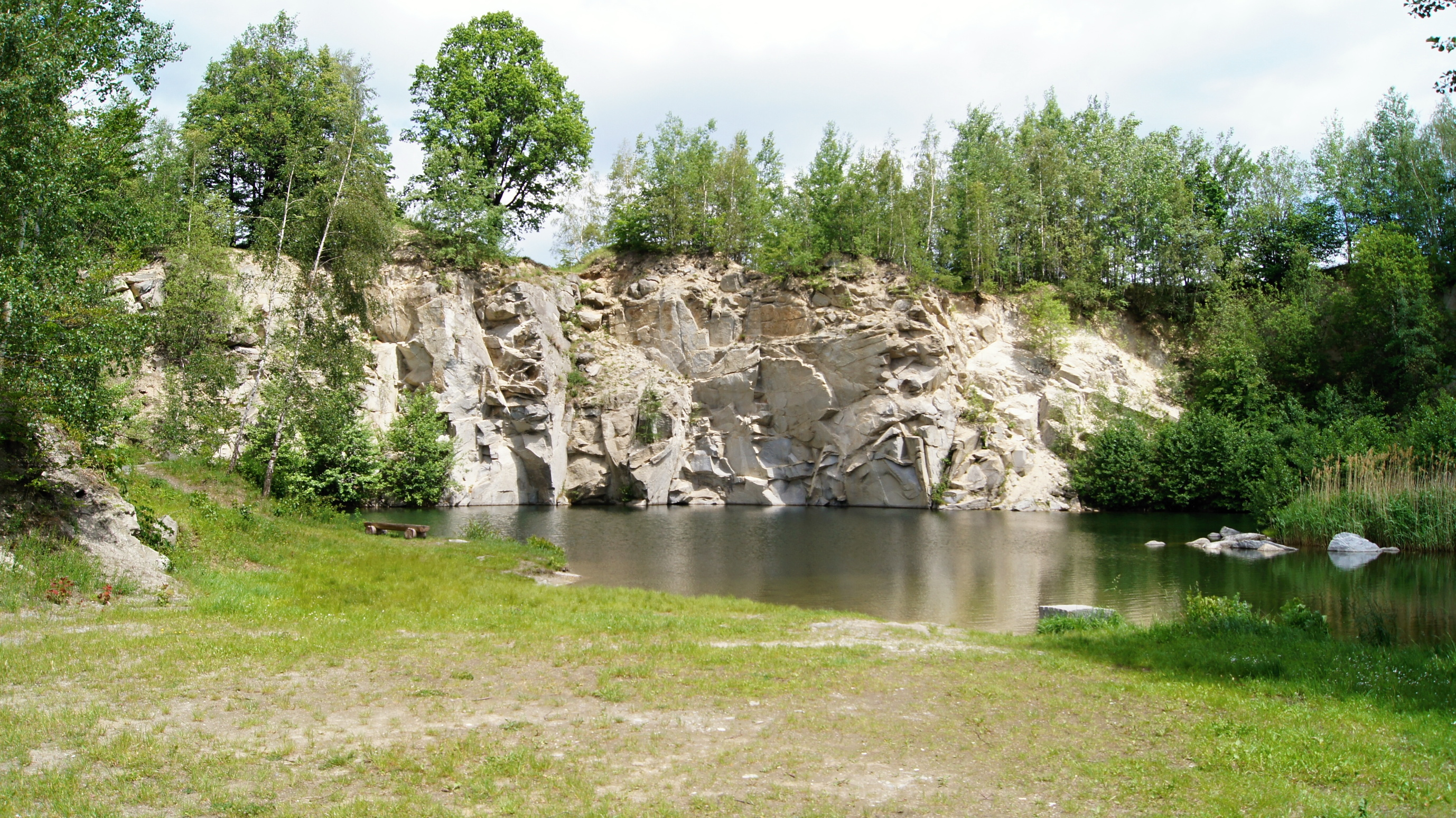
Lom Transgranit

Rychlebské zatopené lomy jsou rozmístěny v okolí Žulové, Vápenné a Vidnavy v Rychlebských horách. Jedná se převážně o bývalé žulové a kaolinové lomy. Ve většině lomů je čistá voda a lze se zde koupat, ale pouze na vlastní nebezpečí. 

## Arcibiskupský lom
Nachází se u Vápenné nedaleko osady Zelená hora na úpatí Žulového vrchu. Lom je celkem skrytý, a tak není příliš využívaný ke koupání. Lom je jednou z nejvýznamnějších lokalit raka říčního.

## Brankopy
Brankopy, též Žulový vrch, se nachází východně od Vápenné téměř na vrcholu Žulového vrchu (718 m n. m.). Lom byl vybudován kamenickým družstvem z Vápenné.

## Kaolínka
Jeden z nejkrásnějších lomů v kraji se nachází nedaleko Vidnavy. Okolí připomíná ve zmenšeném měřítku krajinu okolo Velkých kanadských jezer. Dříve se zde těžil kaolin, a tak jsou břehy i blízké okolí zabarveny do bíla.

## Rampa

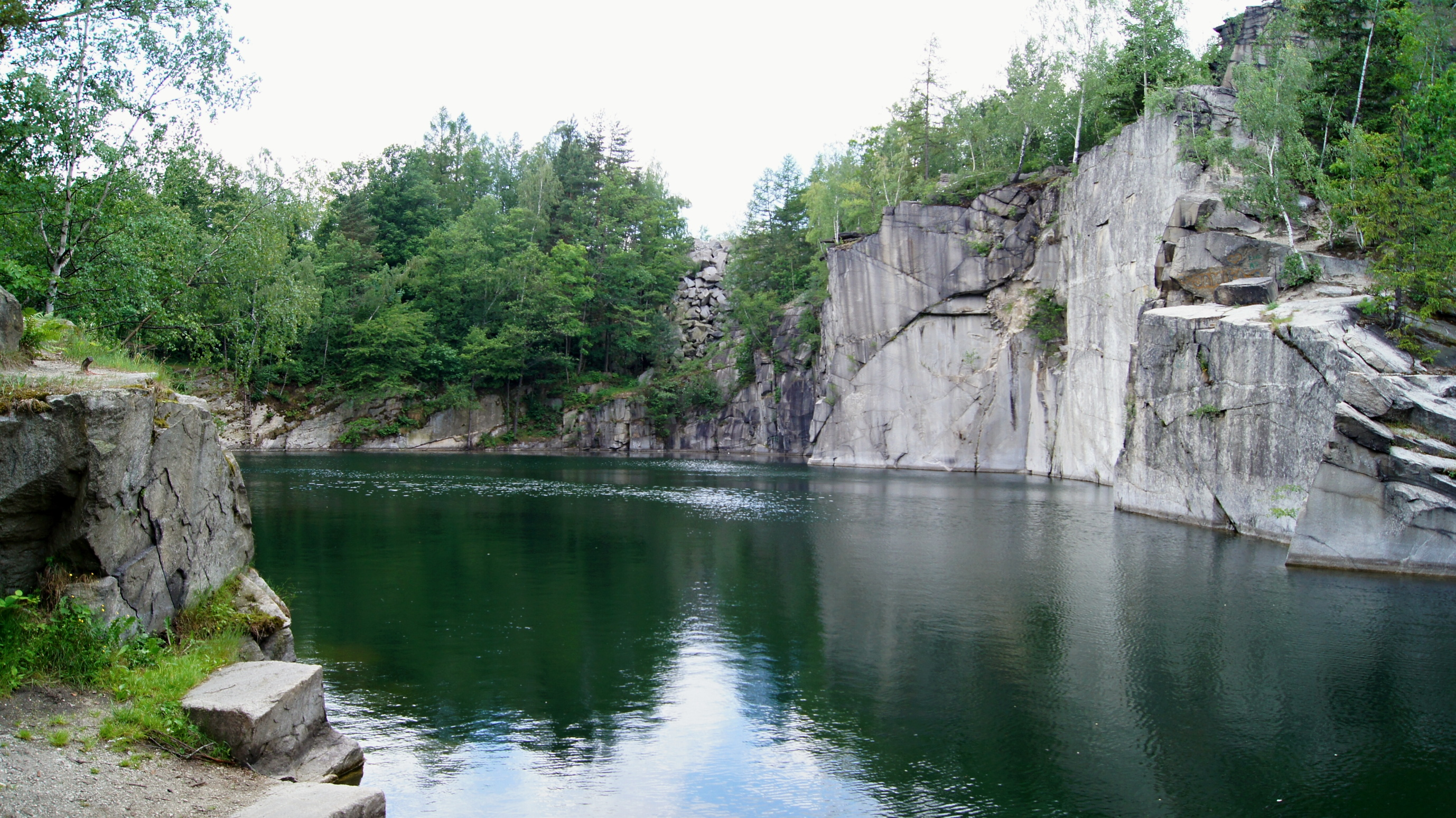
Lom Rampa

Jeden z nejvyhledávanějších lomů se nachází u obce Černá Voda. Tento lom je lehce odlišitelný od ostatních lomů svojí typickou kolmou stěnou. V jeho okolí se nachází několik stále funkčních lomů, což toto místo dělá zajímavé. 

## Stachlovice
Stachlovický lom patří k těm menším lomům ale koupání je zde jedno z nejpohodovějších. Ovšem již delší dobu je zde zelená voda. Tento lom je jako jediný vybaven lanovkou na skákání do vody.

## Transgranit
Prostředím i na pohled krásný lom může zaujmout svým uzavřeným tvarem. Nachází se nedaleko Žulové. Těžba zde byla ukončena v roce 1998, ale uvažovalo se i o znovuotevření tohoto lomu pro těžbu, neúspěšně. Avšak dnes zde zbyla kovárna a přístřešek pro hrubou kamenickou výrobu. 

## Vaněk

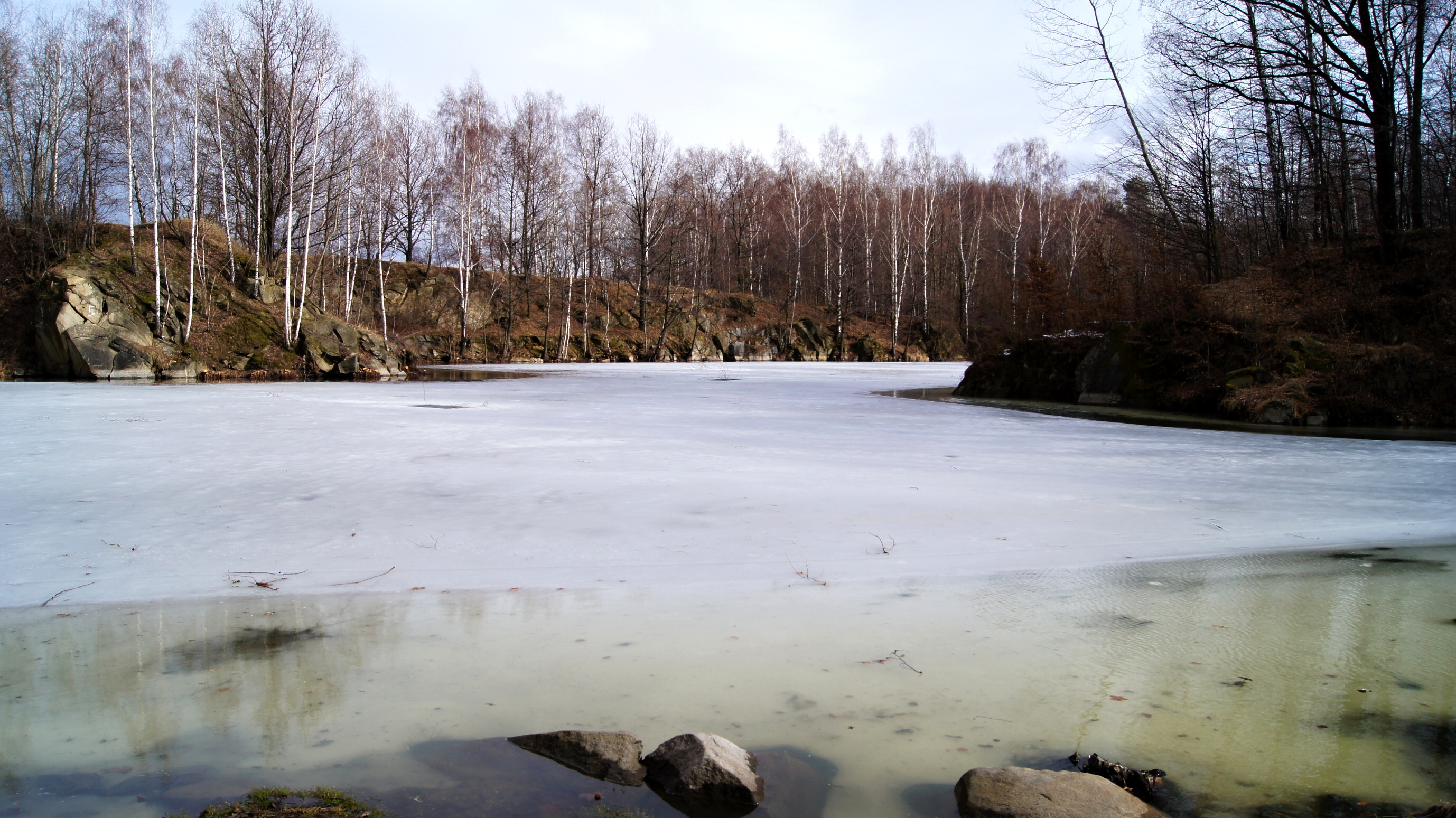
Lom Vaněk

Lom Vaněk se nachází za Skorošicemi směrem na Javorník. Tento lom je zde opravdu pojem pro svoji uzavřenost, a tak je velmi vyhledávaný pro koupání i táboření.

## Vycpálek
Tento lom se nachází nedaleko Vápenné. Ze zdejších lomů je to nejznámější žulový lom. Jako jediný má u vchodu pomník zakladateli Janu Vycpálkovi. V lokalitě lomu Vycpálek jsou volně k nalezení až 12 cm velké plovoucí tmavě červené hessonity – granáty.